# 菊池新
菊池 新（きくち あらた、1962年 - ）は、日本の医師。皮膚科専門医。医学博士（慶応義塾大学）。東京都出身。荒川区の日暮里駅のすぐそばに菊池皮膚科医院を開業する開業医。

## 経歴
1962年、東京都生まれ。
1987年、慶応義塾大学医学部を卒業し、慶應義塾大学病院の研修医となる。
1995年、慶應義塾大学病院皮膚科の医長となる。
1996年、アメリカ国立衛生研究所へ留学。
1998年5月、菊池皮膚科医院開業。

## 著書
- アトピーはもう難病じゃない : ボクのこだわり治療法（2001年10月、現代書林、ISBN 4-7745-0378-9）
- 1万人を救った理論派名医の「アトピー」勝利の方程式（2006年10月、現代書林、ISBN 4-7745-0766-0）
- そのアトピー、専門医が治してみせましょう（2010年5月、文藝春秋〈文春文庫〉、ISBN 978-4-16-777372-4）
- Dr.菊池の金属アレルギー診察室（2012年4月、東京堂出版、ISBN 978-4-490-20778-1）
- なぜ皮膚はかゆくなるのか（2014年10月、PHP研究所〈PHP新書〉、ISBN 978-4-569-82136-8）
- 皮膚・肌の悩みは「原因療法」で治せます : アレルギー・アトピー・トラブル肌を防ぐ！治す！（2018年5月、さくら舎、ISBN 978-4-86581-148-3）